# Headlong
Headlong är en låt från 1991 av det engelska rockbandet Queen. Musikvideon var den sista de spelade in i färg. Eftersom Freddie Mercury var så sjuk spelades de två kommande musikvideorna "I'm Going Slightly Mad" och "These Are The Days Of Our Lives" in i svart-vitt.
Headlong finns med på albumen Innuendo och Greatest Hits II.

## Listplaceringar
| Lista (1991)  | Topplacering |
| ------------- | ------------ |
| Nederländerna | 43           |

### Fotnoter
1. ↑  ”Listplacering”. http://dutchcharts.nl/showitem.asp?interpret=Queen&titel=Headlong&cat=s. Läst 28 maj 2011.